# Marlène Myrtil
Marlène Myrtil est une chorégraphe, danseuse, Interprète et enseignante française, originaire de la  Martinique.

## Biographie
Marlène Myrtil est une chorégraphe martiniquaise,,. Elle est la fondatrice et la directrice de la compagnie Kaméléonite. Elle est cofondatrice du Kolectf 13.      

## Carrière
Elle est reconnue dans le domaine de la danse et du théâtre au niveau international,. Elle se produit régulièrement en Martinique,,,.      
Elle joue le rôle principal dans Le corps de la ville,. Elle est la chorégraphe de PaSSaGe(s). Ce dernier est une forme chorégraphique poétique qui propose, par un dialogue incessant entre le corps et les matières, une architecture impermanente. Elle interprète également Tangente.      
Elle joue dans Principe de Précaution, un spectacle sur la chlordécone qui est une: « Incitation à réagir dans l’urgence face à une menace grave pesant sur la santé et l’environnement ». Ce spectacle est présenté lors de la Conférence des Nations unies sur la diversité biologique de Rio en juin 1992.     